# Willem 's Gravesande
Willem Jacob 's Gravesande ('s-Hertogenbosch, 26 settembre 1688 – Leida, 28 febbraio 1742) è stato un filosofo, fisico, matematico, docente universitario e diplomatico olandese.

## Biografia
Nato a 's-Hertogenbosch, a sedici anni iniziò a studiare giurisprudenza presso l'Università di Leida, laureandosi prima del 1707. Tuttavia, la sua tipologia di studi non gli precluse di applicarsi in altri campi, come quello matematico. A diciannove anni pubblicò infatti Essai de perspective, un lavoro molto lodato da Johann Bernoulli. Successivamente intraprese per un breve periodo la professione di avvocato, per poi collaborare con numerose riviste scientifiche.

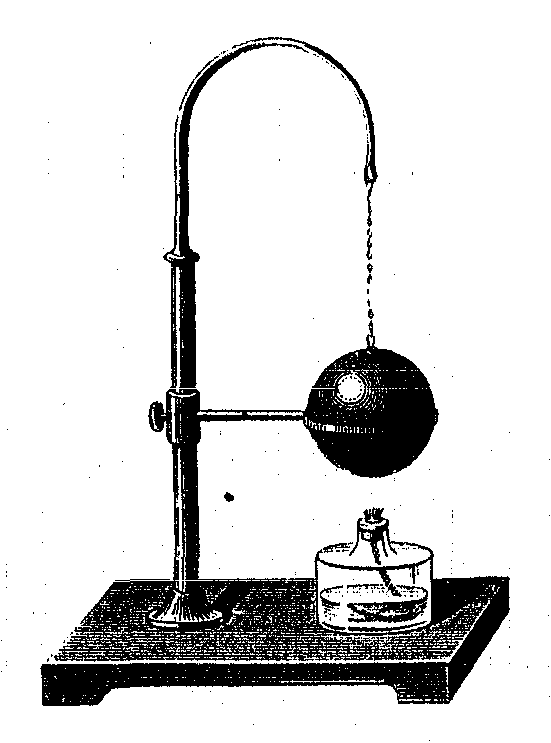
L'anello di 's Gravesande

Nel 1715 visitò re Giorgio I a Londra, dal quale fu nominato membro della Royal Society. Nel 1719 divenne professore di matematica e astronomia presso l'Università di Leida; difese le idee di Galileo Galilei e Isaac Newton.
Si sposò l'anno seguente con Anna Sacrelaire ed ebbe due figli, ma ebbe la sfortuna di vederli morire a l'eta di 13 e 14 anni
Nel 1724 lasciò la cattedra di insegnante e pubblicò un'orazione intitolata De Evidentia (che successivamente venne inserita nell'introduzione della terza edizione di Elémens de physique). Nello stesso anno, per il grande legame che lo stringeva alla sua terra, si sentì costretto a declinare l'invito di Pietro il Grande a diventare membro della Royal Academy, fondata a San Pietroburgo poco tempo prima.
Nel 1730, 's Gravesande aggiunse l'architettura civile e militare alla lista dei suoi studi, e, quattro anni dopo, fondò un corso i cui insegnamenti spaziavano dalla logica alla metafisica alla morale filosofica. Nel 1736 pubblicò Introductio ad philosophiam e nel 1740 rifiutò un invito simile a quello precedentemente fattogli da Pietro il Grande, questa volta dal re Federico II di Prussia.
Fabbricò il primo eliostato.
Morì il 28 febbraio 1742, a cinquantaquattro anni.

## Opere
- Essai sur la perspective, 1711.
- Physuces elementa mathematica, L'Aia, 1720.
- Philosophi newtoni institutiones in usus academicos, Leida, 1723.
- Matheseos universalis elementa, Leida, 1727.
- Introductio ad philosophiam, Leida, 1736.